# Agustín Barletti
Agustín María Barletti (Buenos Aires, 1961) es un escritor, periodista y editor argentino. Abogado constitucionalista y del derecho público, ha sido un destacado editor en el sector de los transportes, con la fundación y dirección de varias revistas profesionales. Es autor de novela histórica, testimonial y ensayista, con varios títulos publicados. 

## Formación
Se formó como abogado en la Universidad Nacional de Buenos Aires, doctorándose en Derecho Constitucional y Ciencias Sociales por la Universidad de la Sorbona en París, y más tarde consiguiendo una diplomatura en Derecho Internacional Privado aplicado a la Unión Europea. Esta especialización le abrió el camino hacia el mundo editorial enfocado en los transportes. 

## Desarrollo profesional
En 1998 fundó en Buenos Aires la revista Trading News. También desde entonces ha sido el editor del suplemento Transport & Cargo, del diario argentino El Cronista, y entre 2000 y 2008, fue el fundador y editor de la revista Air Market. Entre 2009 y 2015 fue editor de la revista de la Comisión Interamericana de Puertos (CIP) de la Organización de Estados Americanos (OEA). Desde abril de 2022 es editor del sitio web y canal de YouTube Profundizar, especializada en el sector de la navegación.
Además de la dirección del suplemento Transport & Cargo, donde publica a diario diferentes artículos sobre el tema, colabora con diversos medios como Infobae, Clarín, El economista, y La Nación, entre otros.

## Desarrollo literario
En 1998 se publicó la primera edición de la novela histórica “Salteadores Nocturnos”, que narra la vida del expresidente argentino Arturo Umberto Illia. La investigación sobre Illia le llevó al autor cuarenta años de pesquisas que se vieron reflejadas en una segunda edición presentada en 2021 en la Feria Internacional del libro de Buenos Aires. Barletti construye su novela a partir de diálogos imaginarios entre diversos actores, fruto de innumerables entrevistas y lecturas.
También en 1994 publicó el ensayo “Consenso o División'', sobre la reforma de la Constitución argentina.
En 2011 el autor, con más de 50 años, cruzó a nado el Estrecho de Gibraltar. Testimonio de su proeza y del entrenamiento que le permitió lograrlo es el libro ““Hazaña en Gibraltar”.   
El 9 de noviembre de 2014, Barletti logró unir a nado las dos Islas Malvinas por el Estrecho de San Carlos en poco más de dos horas y con el agua a dos grados de temperatura. Reflejo de este nuevo logro fue el libro “Malvinas, entre brazadas y memorias”. La obra, además de contar las vicisitudes que hubo de enfrentar, rescata las acciones heroicas y desconocidas que sucedieron durante la Guerra de las Malvinas. El libro fue publicado cinco años después del hecho y, según el autor, eran este tipo de eventos los que acercaban más a los argentinos e ingleses de las islas. Para la travesía, el Papa Francisco le envió un rosario que debía depositar en la tumba más despojada del Cementerio Argentino.
Mediante la trilogía formada por “La hora del canal Magdalena”, “Canal Buenos Aires, el eslabón perdido”, y “Canal Irigoyen, hacia una nueva vía navegable”,  el autor propone volver a un sistema troncal de navegación que respete los caudales naturales y haga mínima la intervención con tareas de dragado.

## Publicaciones
- “Consenso o División” (Editorial Plus Ultra, 1994) - coautor
- “Salteadores nocturnos” (1ª edición 1998, Editorial Hommo Sapiens; 2ª edición 2021, Editorial De Los Cuatro Vientos)
- “Hazaña en Gibraltar” (Editorial Columbus, 2012)
- “Malvinas, entre brazadas y memorias” (Editorial De Los Cuatro Vientos, 2019)
- “Periodismo Especializado” (Editorial Columbus, 2019)
- “La hora del canal Magdalena”, “Canal Buenos Aires, el eslabón perdido”, y “Canal Irigoyen, hacia una nueva vía navegable”, (Editorial Globalports, 2021).
- “El Hambre del dragón. El plan de China para comerse al mundo”. Editorial De los Cuatro Vientos, 2023)[15]

## Premios y reconocimientos
- Libro “Salteadores Nocturnos” libro declarado de interés por el Honorable Concejo Deliberante de San Isidro (HCD), 2021.[16]
- Libro “Malvinas entre brazadas y memorias” libro declarado de interés por el Honorable Concejo Deliberante de Vicente López (HCD), 2021.[17]
- Libro “Salteadores Nocturnos” libro declarado de interés por el Honorable Concejo Deliberante de la Ciudad de La Plata (HCD), 2021.
- Declaración del trayecto a nado entre las dos Islas Malvinas, de interés nacional por la Cámara de Diputados.[11]